# János Sigismund Zápolya
János Sigismund Zápolya hay Szapolyai ( tiếng Hungary: Szapolyai János Zsigmond; 7 tháng 7 năm 1540 – 14 tháng 3 năm 1571) là Vua của Hungary từ năm 1540 đến 1551 và từ 1556 đến 1570, Thân vương đầu tiên của Transylvania từ năm 1570 đến khi qua đời. Ông là con trai duy nhất của Vua János I với Isabella của Ba Lan. János I cai trị một phần Vương quốc Hungary với sự hỗ trợ của Quốc vương Ottoman Suleiman; các vùng còn lại được cai trị bởi Ferdinand I nhà Habsburg, người cai trị Áo và Bohemia. Hai vị vua đã ký kết một hiệp ước hòa bình vào năm 1538 thừa nhận quyền cai trị toàn Hungary của Ferdinand sau khi János I chết. Mặc dù vậy không lâu sau khi János Sigismund chào đời và trên giường bệnh, János I đã trao lại vương quyền của mình cho con trai. Những người trung thành nhất của János I đã bầu János Sigismund làm vua,nhưng ông không được trao vương miện Thần Thánh của Hungary.